# Festivalbar 1966
Il terzo Festivalbar si è svolto nel 1966 a Salice Terme.
Il regista della manifestazione canora fu Antonio Moretti, il conduttore fu Vittorio Salvetti, il patron del Festivalbar.
Questa terza edizione del Festivalbar venne vinta da Caterina Caselli, con il brano Perdono.
Per la prima volta la manifestazione venne trasmessa in televisione sul Secondo Canale, oggi Rai 2, sotto forma di videoclip girati in pellicola e mandati in onda in seconda serata con il titolo di Juke-box sottovoce.

## Altri premi
- Premio canzone: Little Tony con Riderà

## Artisti e canzoni partecipanti
- Wilma Goich con L'uomo di ieri
- Little Tony con Riderà
- Petula Clark con L'amore è il vento
- Gidiuli con Grazie
- The Rolling Stones con Con le mie lacrime
- Sacha Distel con Signor Cannibale
- Les Surfs con Meritavi molto di più
- Gino Paoli con A che cosa ti serve amare
- Leo Sardo con Questa sera come sempre
- The Beach Boys con Sloop John B
- Caterina Caselli con Perdono
- Pino Donaggio con Io mi domando
- Ricky Gianco con Credi che
- Nicola D'Alessio con Sangue amaro
- The Yardbirds con Shapes of Things

## Ospiti fuori concorso
- Michel Polnareff Una bambolina che fa no no no,
- Françoise Hardy Tous les garçons et les filles,
- Sonny & Cher Little man,
- Cher Bang bang.
- Milva
- Nini Rosso
- Bobby Solo
- I Frenetici

## Direzione artistica
- Vittorio Salvetti

## Organizzazione
- L'organizzazione della manifestazione fu affidata alla Radio Jukebox.